# Уамбо (місто)
Уамбо, раніше Новий Лісабон (порт. Nova Lisboa), — місто, адміністративний центр провінції Уамбо в Анголі. Місто розташоване приблизно за 220 км на схід від Бенгели і за 600 км на південний схід від Луанди. Місто є другим за величиною в Анголі після столиці Луанди. Уамбо є основним центром на Бенгельській залізниці Caminho de Ferro de Benguela (CFB), яка простягається від порту Бенгела до кордону з Конго і обслуговується аеропортом Альбано Мачадо (раніше Новолісабонський аеропорт).

## Географія
Розташовуючись на ангольському високогір'ї, Уамбо знаходиться недалеко від верхів'я річки Кунене.

### Клімат
Найтепліший місяць — вересень із середньою температурою 20.6 °C (69 °F). Найхолодніший місяць — червень, із середньою температурою 16.1 °С (61 °F).
| Клімат Уамбо            | Клімат Уамбо | Клімат Уамбо | Клімат Уамбо | Клімат Уамбо | Клімат Уамбо | Клімат Уамбо | Клімат Уамбо | Клімат Уамбо | Клімат Уамбо | Клімат Уамбо | Клімат Уамбо | Клімат Уамбо | Клімат Уамбо |
| Показник                | Січ.         | Лют.         | Бер.         | Квіт.        | Трав.        | Черв.        | Лип.         | Серп.        | Вер.         | Жовт.        | Лист.        | Груд.        | Рік          |
| Абсолютний максимум, °C | 31           | 31           | 30           | 28           | 28           | 28           | 28           | 31           | 32           | 32           | 30           | 30           | 32           |
| Середній максимум, °C   | 25           | 25           | 25           | 25           | 25           | 24           | 25           | 27           | 28           | 27           | 25           | 25           | 26           |
| Середня температура, °C | 19           | 19           | 19           | 19           | 17           | 15           | 16           | 18           | 20           | 20           | 19           | 19           | 19           |
| Середній мінімум, °C    | 14           | 14           | 14           | 13           | 10           | 7            | 8            | 10           | 12           | 14           | 14           | 14           | 12           |
| Абсолютний мінімум, °C  | 8            | 10           | 10           | 7            | 5            | 2            | 2            | 5            | 7            | 10           | 8            | 9            | 2            |
| Норма опадів, мм        | 220          | 190          | 240          | 140          | 10           | 0            | 0            | 0            | 10           | 130          | 240          | 220          | 1450         |
| Днів з дощем            | 9            | 9            | 10           | 8            | 1            | 0            | 0            | 0            | 1            | 9            | 13           | 13           | 51           |
| Вологість повітря, %    | 67           | 71           | 70           | 61           | 45           | 37           | 30           | 30           | 40           | 61           | 69           | 70           | 54           |
| ----------------------- | ------------ | ------------ | ------------ | ------------ | ------------ | ------------ | ------------ | ------------ | ------------ | ------------ | ------------ | ------------ | ------------ |
| Джерело: Weatherbase    |              |              |              |              |              |              |              |              |              |              |              |              |              |

## Історія

### Рання Історія
Уамбо отримало свою назву від Вамбу, одного з 14 старих королівств овімбунду центрального ангольського плато. Овімбунду, старе плем'я, яке прибуло з Східної Африки, заснувало своє центральне королівство Байлунду в 15-му столітті. Вамбу було одним із невеликих королівств і ієрархічно перебувало під владою короля Байлунду, хоча воно користувалося, як і інші царства, значним ступенем незалежності.

### Португальське правління
В той час як Байлунду згадується у деяких хроніках 18-го і 19-го століть у зв'язку з торговим маршрутом, що зв'язував його з Біє, мале Вамбу стало відоме тільки з початком будівництва Бенгельської залізниці португальцями. Хоча правителі Байлунду і Вамбу (Ekuikui II і Katiavala I) противились проникненню залізниці, влаштовуючи засідки на робітників і поселенців, вони в кінцевому підсумку були підкорені португальською армією і Уамбо було офіційно засноване 8 серпня 1912 року португальським генералом на ім'я Жозе Мендес Нортон де Матос.
До 1920-х Уамбо вже було одним з основних економічних двигунів португальської Анголи. Уамбо мало ряд важливих підприємств харчової промисловості, служило як основна експортна точка для значних сільськогосподарських угідь провінції і було також відоме своїми численними навчальними закладами, особливо Сільськогосподарським науково-дослідним інститутом (нині частина факультету сільськогосподарських наук).
У 1928 році Уамбо було перейменоване на Новий Лісабон (Nova Lisboa) (Лісабон — столиця Португалії), що свідчить про те, що колоніальна адміністрація робить його деякою мірою столицею колонії. В автоспорті наприкінці 1960-х років місто стало всесвітньо відомим завдяки міжнародним 6-годинним гонкам спортивних автомобілів. До незалежності Анголи в 1975 році місто розширювалось і спостерігався бум економічного зростання і розвитку, що робить його одним з найбільш важливих міських центрів у португальській Анголі.

### Незалежність
Після здобуття незалежності від Португалії в 1975 році Новому Лісабону було повернуто його первинну назву — Уамбо. Громадянська війна в Анголі (1975—2002) зупинила розвиток Анголи і Уамбо, знищивши велику частину його інфраструктури.
Уамбо стало місцем жорстокої битви під час кривавої громадянської війни між урядом і УНІТА від незалежності до смерті повстанського лідера УНІТА Савімбі. Місто було в облозі і сильно постраждало, а його мирні жителі були вбиті або втекли з міста.
Вимушені переселенці почали скупчуватися в містах, шукаючи фізичного захисту та гуманітарної допомоги. У зв'язку з цим, однією з перших гуманітарних організацій, що прибула в провінцію Уамбо був Міжнародний комітет Червоного Хреста (1979).
У 1984 році конфлікт різко загострився.
У травні 1991 року було досягнуто мирної угоди між урядом і УНІТА. Ситуація поступово покращується, були призначені загальні вибори на вересень 1992 року. Але проблема почалася знову після поширення результатів опитувань.
Війна закінчилася офіційно 20 листопада 1994 року з підписанням Лусакського протоколу.
У 1998 році — новий спалах війни.

#### Після громадянської війни
Смерть Жонаса Савімбі в лютому 2002 року і подальше припинення вогню повернули спокій у провінцію та створили умови для справжнього мирного процесу і початку епохи розвитку. Повернення миру принесло нову еру відбудови та відновлення.